# Municipio de Plainfield (Pensilvania)
El municipio de Plainfield  (en inglés: Plainfield Township) es un municipio ubicado en el condado de Northampton en el estado estadounidense de Pensilvania. En el año 2000 tenía una población de 5.688 habitantes y una densidad poblacional de 88 personas por km².

## Geografía
El municipio de Plainfield se encuentra ubicado en las coordenadas 40°50′00″N 75°15′59″O / 40.83333, -75.26639.

## Demografía
Según la Oficina del Censo en 2000 los ingresos medios por hogar en la localidad eran de $49,019 y los ingresos medios por familia eran $54,856. Los hombres tenían unos ingresos medios de $39,334 frente a los $25,145 para las mujeres. La renta per cápita para la localidad era de $20,639. Alrededor del 3,7% de la población estaban por debajo del umbral de pobreza.